# Villas de Guadalupe, Guanajuato
Villas de Guadalupe är en ort i Mexiko.   Den ligger i kommunen Silao de la Victoria och delstaten Guanajuato, i den centrala delen av landet, 290 km nordväst om huvudstaden Mexico City. Villas de Guadalupe ligger 1 783 meter över havet och antalet invånare är 640.
Terrängen runt Villas de Guadalupe är platt åt sydväst, men åt nordost är den kuperad. Runt Villas de Guadalupe är det ganska tätbefolkat, med 207 invånare per kvadratkilometer. Närmaste större samhälle är Silao, 2,5 km väster om Villas de Guadalupe. Trakten runt Villas de Guadalupe består till största delen av jordbruksmark.